# 池田町立池田小学校 (福井県)
池田町立池田小学校（いけだちょうりつ いけだしょうがっこう）は、福井県今立郡池田町稲荷にある小学校。

## 概要
- 本校は、池田第一小学校と池田第三小学校が統合し、開校した小学校で、池田町内唯一の小学校である。

## 沿革
- 2011年（平成23年）4月1日 - 開校。

## 学区
- 池田町全域[2][3]。

## アクセス
- 池田町民バス「なかま号」で、「小学校」バス停下車。

## 学校周辺
- 池田町なかよしこども園 - 敷地が隣接、かつ進学前こども園。
- 池田町立池田中学校  - 敷地が隣接、かつ主な進学先中学校。
- 福井県道117号今立池田線
  - 国道476号 - 上記県道からは、間接接続。
- 足羽川
- 池田町役場
- 池田郵便局
- 魚見川

## 進学先中学校
- 池田町立池田中学校[3]

## その他
- 月ヶ瀬、志津原、土合皿尾、上荒谷、板垣、谷口、広瀬、安善寺、東角間、東俣、新保、辻、中出、金山、菅生、西角間、定方、水海、清水谷、柿ケ原、持越、野尻、白粟、松ケ谷の各地区から通う児童に対しては、スクールバスを運行している。